# Joaquim Balcells i Pinto
Joaquim Balcells i Pinto (La Laguna, Tenerife, 21 de febrer de 1890 — Ginebra, Suïssa, 25 d'octubre de 1936) fou un llatinista, professor de la Universitat de Barcelona i un dels fundadors de l'escola de Filologia Llatina de Barcelona.

## Vida
Joaquim Balcells nasqué a La Laguna, fill de pare català i de mare illenca, però als vuit anys es traslladà a Catalunya on es formà i desenvolupà la seva carrera; el 1910 es llicencià en Filosofia i Lletres a la Universitat de Barcelona. Dos anys més tard, el 1912, obtingué el grau de doctor amb una tesi sobre Gneu Nevi: Las fábulas pretextas de Cn. Nevio. Després fou professor de la Universitat de Barcelona fins que el 1921 n'esdevingué catedràtic. Participà en la creació de la Universitat Autònoma i fou secretari del seu Patronat. Fou també un dels col·laboradors principals de la col·lecció bilingüe, text original i traducció al català, de la Fundació Bernat Metge; de fet, el primer volum de la col·lecció (Lucreci, De la natura) és obra seva. La família de Balcells posseïa la casa pairal a Alforja i ell hi passà els estius. En aquest context, és important l'estada que hi feu Wilhelm Meyer-Lübke el 1920, acollit durant un període llarg per Balcells, i que contribuí a fer conèixer el català a l'estudiós suís, que pocs anys després, 1925, publicaria el seu estudi Das Katalanische, cabdal en el reconeixement de la llengua catalana entre els romanistes. En esclatar la guerra civil, pocs dies després del seu discurs d'ingrés a l'Acadèmia de Bones Lletres, Balcells hagué de fugir a Suïssa en saber-se amenaçat i hi morí pocs mesos després a causa d'una infecció.
El CRAI Biblioteca de Fons Antic de la Universitat de Barcelona conserva una vintena d'obres que van formar part de la biblioteca personal de Balcells, així com alguns exemples de les marques de propietat que van identificar els seus llibres al llarg de la seva vida.

## Obra
De l'obra de Balcells en destaca la seva labor com a traductor dels clàssics llatins; traduí Lucreci (1923, 1932) i Sant Agustí (1926), i edità Properci (1925) i Ausoni (1928) per a la Fundació Bernat Metge. I deixà inèdita una versió de les Bucòliques de Virgili. Destacà com a estudiós d'autors diversos, sobretot autors arcaics, Enni, Quint Curci Ruf, Calpurni Sícul, Gneu Nevi, Horaci, Virgili i Cató el Vell.
Destacà també la seva labor com a docent i formador de tota una generació de prestigiosos llatinistes: Marià Bassols de Climent, que el succeí en la càtedra i en l'Acadèmia de Bones Lletres, Marçal Olivar i Daydí, Joan Petit i Montserrat, Adela Maria Trepat i Massó, Eduard Valentí i Fiol, Ramon Sugranyes i de Franch, Josep Vergés i Fàbregas, etc.